# Glossanodon elongatus
Glossanodon elongatus är en fiskart som beskrevs av Kobyliansky, 1998. Glossanodon elongatus ingår i släktet Glossanodon och familjen guldlaxfiskar. Inga underarter finns listade i Catalogue of Life.